# レイ・ブレンカー
レイ・ブレンカー（Ray Blemker）ことレイモンド・ブレンカー（Raymond Blemker,1937年8月9日 - 1994年2月15日）は、アメリカ合衆国インディアナ州ハンティンバーグ出身ののプロ野球選手(投手)。左投右打。

## 経歴
カンザスシティー・アスレチックス（現：オークランド・アスレチックス）とプロ契約し、初年度の1960年、7月3日のフェンウェイ・パーク、ボストン・レッドソックス戦でメジャーデビューを果たす。
しかし、そのデビュー戦以降はメジャーの試合に出ることはなく、最初の試合が現役最後となった。
1994年にインディアナ州エバンスビルで死去。

## 最初で最後の登板試合
試合はこの年低迷する両チーム同士の対戦で、最下位を争うものだった。
アスレチックスの先発は、5年目にしてようやく先発ローテーション入りしたディック・ホール、レッドソックスの先発も、30歳を迎えてやっと先発に定着できた苦労人アイク・デロックだった。
試合は3回まで両投手が好投し、0対0のまま4回を迎える。4回表、先頭のノーム・シーバーンがソロホームランを放ち、アスレチックスが先制する。その後1、2塁とチャンスをつくるが、追加点はできなかった。
すると直後の4回裏、フランク・マルゾーンの併殺打の間に3塁走者が生還し、レッドソックスはすぐさま同点に追いつき、試合は振り出しに戻る。5回表に得点できなかったアスレチックスは、その裏、そして6回裏にも失点し、先発ホールは6回で降板する。
7回になんとか1点を返したアスレチックスだったが、その裏にレッドソックスの猛攻を受けることになる。リリーフのネッド・ガーバーは一つアウトをとるが、四球2つで走者をため、降板。
代わったドン・ラーセンがレッドソックスの4番ヴィック・ワーツに3ランホームランを打たれ、この時点で試合の大勢は決する。ラーセンは次の打者にもツーベースを打たれ、ここでレイ・ブレンカーと交代する。
ブレンカーは最初の打者を打ち取るが、次打者に死球、その次の打者には四球を与え、満塁のピンチを招く。そして満塁から押し出し四球を選ばれる。相手の勢いは止まらず、直後の打者ウィリー・タスビーに満塁ホームランを浴びてしまった。
結局7回は3投手で8点を奪われた。8回にもブレンカーは登板しタイムリーヒットを打たれ、最終成績は1回2/3を投げて被安打3、与四球2、暴投1、失点5、防御率は27.00であった。
試合はレッドソックスが13対2で圧勝。ブレンカーに勝敗はつかなかった。

## 詳細情報

### 年度別投手成績
| 年 度    | 球 団    | 登 板 | 先 発 | 完 投 | 完 封 | 無 四 球 | 勝 利 | 敗 戦 | セ 丨 ブ | ホ 丨 ル ド | 勝 率 | 打 者 | 投 球 回 | 被 安 打 | 被 本 塁 打 | 与 四 球 | 敬 遠 | 与 死 球 | 奪 三 振 | 暴 投 | ボ 丨 ク | 失 点 | 自 責 点 | 防 御 率 | W H I P |
| -------- | -------- | ----- | ----- | ----- | ----- | -------- | ----- | ----- | -------- | ----------- | ----- | ----- | -------- | -------- | ----------- | -------- | ----- | -------- | -------- | ----- | -------- | ----- | -------- | -------- | ------- |
| 1960     | KCA      | 1     | 0     | 0     | 0     | 0        | 0     | 0     | 0        | --          | ----  | 11    | 1.2      | 3        | 1           | 2        | 0     | 1        | 0        | 1     | 0        | 5     | 5        | 27.00    | 3.00    |
| MLB：1年 | MLB：1年 | 1     | 0     | 0     | 0     | 0        | 0     | 0     | 0        | --          | ----  | 11    | 1.2      | 3        | 1           | 2        | 0     | 1        | 0        | 1     | 0        | 5     | 5        | 27.00    | 3.00    |

### 背番号
- 27（1960年）